# Градуалістський перехід до ринкової економіки
Градуалі́стський перехі́д до ри́нкової еконо́міки — система заходів економічної політики, результатом яких є поступова заміна директивних механізмів керування національною економікою ринковими.
Концепція градуалізму передбачає проведення реформ повільно і послідовно, крок за кроком. Двигуном ринкових перетворень ця теорія вважає державу. Остання, керуючись довгострокової стратегічної програми реформ, повинна замінювати командну економіку ринковою. Градуалістський підхід передбачає пом'якшення економічних і соціальних наслідків реформ, прагне уникнути різкого зниження життєвого рівня населення. Це перехід не революційного, а еволюційного характеру. 